# Flabellina trilineata
Flabellina trilineata är en snäckart som först beskrevs av Charles Henry O'Donoghue 1921.  Flabellina trilineata ingår i släktet Flabellina och familjen Flabellinidae. Inga underarter finns listade i Catalogue of Life.